# Paškal Buconjić

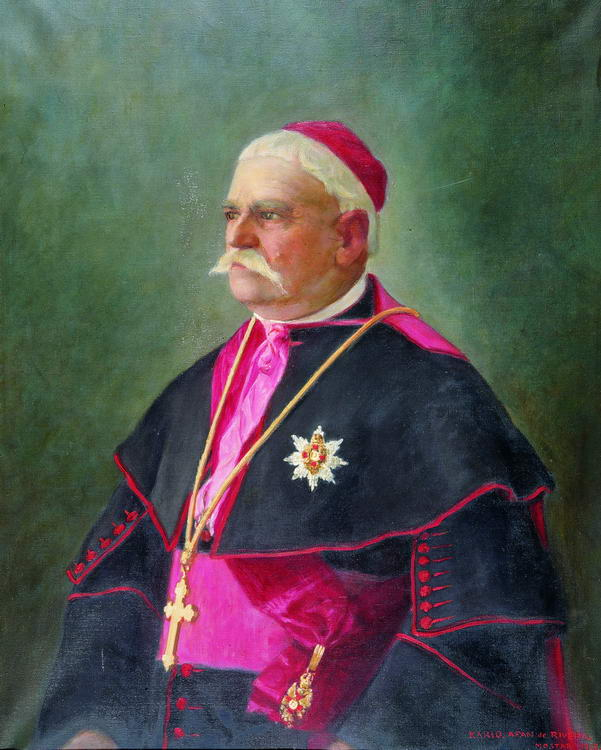
Paškal Buconjić

Paškal Buconjić OFM (* 2. April 1834 in Drinovci bei Grude, Ottomanisches Reich, heute Bosnien-Herzegowina; † 10. November 1910 in Mostar, Österreich-Ungarn, heute Bosnien-Herzegowina) war römisch-katholischer Bischof von Mostar-Duvno.

## Leben
Paškal Buconjić besuchte das Franziskanergymnasium in Široki Brijeg, wo er 1851 in den Franziskanerorden eintrat. Die erste Profess legte er am 13. Oktober 1852 ab. Er studierte in Rom und wurde an der dortigen Franziskaneruniversität Professor, nachdem er am 25. März 1958 die Priesterweihe empfangen hatte. Nach der Rückkehr in seine Heimat wurde er Pfarrer von Drinovci und 1874 Provinzial seiner Ordensprovinz, der Bosnischen Franziskanerprovinz Bosna Argentina.
Am 30. Januar 1880 wurde er zum Titularbischof von Magydus und zum Apostolischen Vikar für die Herzegowina ernannt. Die Bischofsweihe spendete ihm der Erzbischof von Zagreb, Kardinal Josip Mihalović, am 19. März desselben Jahres. Mitkonsekrator war der Zagreber Weihbischof Pavao Gugler. Nach der Neuordnung des Bistums Mostar-Duvno wurde er am 9. Oktober 1881 zum Bischof von Mostar-Duvno ernannt und am 18. November desselben Jahres von Papst Leo XIII. bestätigt.
Im Alter von 75 Jahren starb Paškal Buconjić im Bistum Mostar-Duvno(-Trebinje-Mrkan).